# 国際真宗学会
国際真宗学会（こくさいしんしゅうがっかい、英: International Association of Shin Buddhist Studies、略称はIASBS）は、1982年に創設された浄土真宗と浄土教研究を目的とした世界的な学術団体。2011年現在、国内に約200名、海外に約150名の会員を擁している。現在の事務局は龍谷大学内。当初は稲垣久雄（元龍谷大学教授）らを中心に浄土真宗系の学者により創設されたが、現在では真宗系以外の浄土教研究者や、その他の多様な学問・宗教を背景に持つ人々も入会している。
隔年でホノルル、東京、バークレー、京都、カルガリー等の各国主要都市で学術大会を開催している他に、ヨーロッパ支部でも一年おきに支部大会をロンドン、ウイーン、アントワープ等の主要都市で開催している。また近年は日本支部や南米支部も活発に支部大会やワークショップを開いている。
機関誌として「The Pure Land]誌を発行しているが、同誌は 浄土教研究に焦点を当てた唯一の英文学術雑誌である。同誌は"the American Theological Association Series"に属する学術雑誌として全て電子化され、インターネット上で創刊号から全て閲覧可能となっている。ただし同学会会員か、同誌を含む学術データベースの利用契約をしている研究機関に所属する者に限る。

## 歴代会長
(年代順）
- 花山信勝（元東京大学教授、米国仏教団総長）*初代
- 永富正俊（元ハーバード大学教授）
- 稲垣久雄（元龍谷大学教授）
- ケネス田中（武蔵野大学教授）*現会長

## 学術大会の開催地
（年代順）
- 1983 龍谷大学（京都）
- 1985 Buddhist Study Center（ホノルル）
- 1987 カリフォルニア大学バークレー校、仏教大学院（バークレー）
- 1989 Buddhist Study Center （ホノルル）
- 1991 カリフォルニア大学バークレー校、仏教大学院（バークレー）
- 1993 大谷大学（京都）
- 1995 Buddhist Study Center （ホノルル）
- 1997 カルガリー大学　(カルガリー)
- 1999 Buddhist Study Center （ホノルル）
- 2001 大谷大学（京都）
- 2003 総合宗教大学院、仏教大学院 (バークレー)
- 2005 武蔵野大学（東京）
- 2007 カルガリー大学(カルガリー)
- 2009 龍谷大学（京都）
- 2011 大谷大学（京都）
- 2013 ブリティッシュコロンビア大学 (バンクーバー)
- 2015 仏教大学院 (バークレー)